# Władysław Kopliński
Władysław Kopliński (ur. 20 maja 1875 w Miejskiej Górce, zm. 8 grudnia 1937 w Poznaniu) – pułkownik lekarz weterynarii Wojska Polskiego.

## Życiorys
Władysław Kopliński urodził się 20 maja 1875 roku w Miejskiej Górce, w rodzinie Stanisława, właściciela cegielni oraz browaru, i Pelagii z Lorkiewiczów. Żonaty z Felicją Kaczorowską, z którą miał dwie córki: Halinę i Janinę.
Do gimnazjum uczęszczał w: Rawiczu, Lesznie i Freibergu. W 1897 roku otrzymał świadectwo maturalne. Weterynarię studiował w: Berlinie, Hanowerze i Gissen.

W 1902 roku w Monachium otrzymał dyplom lekarza weterynarii.
Po studiach praktykował jako asystent w Klinice Chirurgicznej Akademii Weterynaryjnej w Monachium. W styczniu 1903 roku osiedlił się w Kobylinie.

Od 1914 roku zastępował powiatowego lekarza weterynarii w Środzie Wielkopolskiej.
1 kwietnia 1916 roku został powołany do armii pruskiej, gdzie służył w taborach, l Szpitalu Koni w Ostrowie i w 20 Pułku Piechoty.
W listopadzie 1918 roku przyczynił się do zatrzymania kilkuset koni dla przyszłego Wojska Polskiego, które Niemcy przygotowali do wywiezienia. Z wojska został zwolniony 13 grudnia 1918 roku w stopniu rotmistrza. Do wielkopolskiego wojska zgłosił się ochotniczo 13 stycznia 1919 roku gdzie otrzymał stanowisko szefa Urzędu Weterynaryjnego przy Dowództwie Głównym Sił Zbrojnych w b. Dzielnicy Pruskiej, później przy DOGen. w Poznaniu. Organizował służbę weterynaryjną na wszystkich frontach powstania wielkopolskiego. Z jego inicjatywy, w licznych garnizonach, powstały szpitale koni oraz szkoła sanitariuszy, weterynarii i podkuwaczy. Od sierpnia 1919 roku do marca 1921 roku był szefem Służby Weterynaryjnej, a od 16 marca 1921 roku Naczelnym Lekarzem Weterynarii DOK nr VII w Poznaniu. W maju 1921 roku uzyskał doktorat w Akademii Medycyny Weterynaryjnej we Lwowie. Z dniem 31 maja 1928 roku został przeniesiony w stan spoczynku.
Zmarł 8 grudnia 1937 roku w Poznaniu. Pochowany 11 grudnia 1937 roku o godz. 14.30 na cmentarzu garnizonowym w Poznaniu.

## Odznaczenia
- Złoty Krzyż Zasługi
- Medal Pamiątkowy za Wojnę 1918-1921 „Polska Swemu Obrońcy”
- Medal Dziesięciolecia Odzyskanej Niepodległości